# Джой Удо-Габріель
Джой Чіненьє Удо-Габріель (англ. Joy Chinenye Udo-Gabriel; нар. 2 червня 1999) — нігерійська легкоатлетка, яка спеціалізується у бігу на короткі дистанції.

## Спортивні досягнення
Чемпіонка (2022) та бронзова призерка (2018) Ігор Співдружності в естафетному бігу 4×100 метрів.
Чемпіонка Африканських ігор в естафетному бігу 4×100 метрів (2019).
Чемпіонка Африки (в естафетному бігу 4×100 метрів) та бронзова призерка чемпіонату Африки (у бігу на 100 метрів) (2018).
Чемпіонка Нігерії з бігу на 100 метрів (2019).